# Edgar Sanabria
Edgar Sanabria Arcia  (n. 3 octombrie 1911, Caracas Venezuela – d. 24 aprilie 1989, Venezuela) a fost un avocat, diplomat și om politic, președintele Venezuelei în perioada 14 noiembrie 1958 -13 februarie 1959.